# Kościół Chilgol

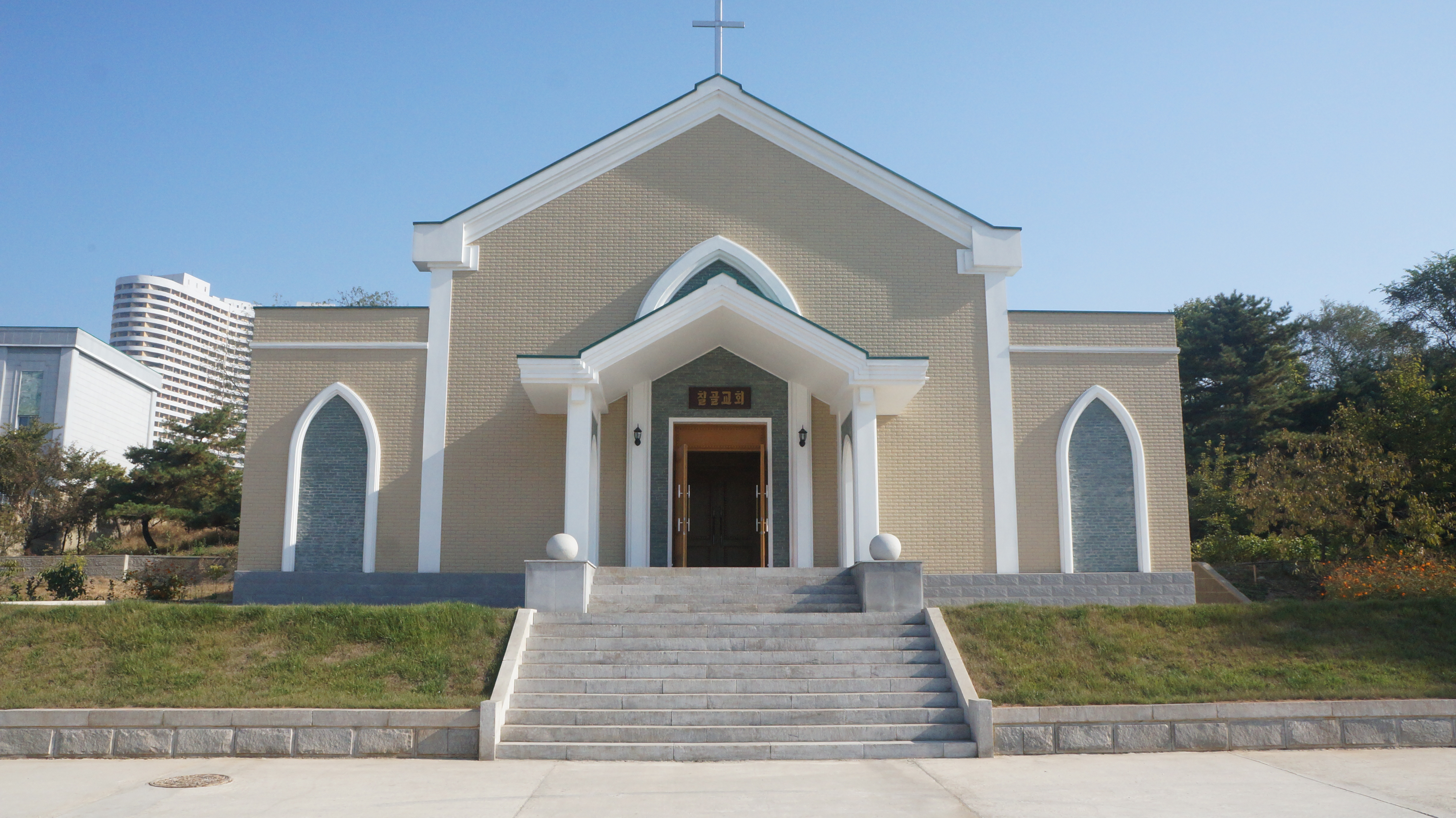
Kościół Chilgol

Kościół Chilgol jest jednym z dwóch protestanckich kościołów w Korei Północnej i znajduje się na ulicy Kwangbok w zachodnim Pjongjangu. Służy on rządowej propagandzie do tworzenia przekonania o rzekomej wolności religijnej w tym państwie. Jest poświęcony pamięci Kang Pan-sok, która była prezbiterianką (wg niektórych źródeł nawet diakonisą) i matką Kim Ir Sena.